# Свірідов Богдан Володимирович
Богда́н Володи́мирович Свірідов (нар. 1 листопада 1989, Донецьк, Донецька область, Українська РСР, СРСР) — український футзаліст, нападник клубу «Спартак-Донецьк».

## Ранні роки
Народився у спортивній сім'ї - мати займалася легкою атлетикою, а батько грав у багато різних ігрових видів спорту на любительському рівні. Навчався у 112-й школі. У футбол Свиридова привела мати у віці майже семи років. Після тижня тренувань він закінчив заняття, оскільки мав проблеми з ногами - вночі їх скручувало. Наступний рік Свиридов не займався футболом, але одного разу в школу прийшов тренер, який набирав групу, і він в неї записався. Так у 1997 році почав займатися футболом на постійній основі у ФК «Дончанка». Перший тренер – Микола Дмитрович Медведев. Згодом продовжив футбольне навчання у ДЮФШ донецького «Металлурга».

## Клубна кар'єра
Після випуску зі школи «Металлурга» Свиридов не зумів залишитися у футболі і два роки взагалі не грав. У 2006 році після запрошення друзів почав грати у футзал на першість Донецька. Потім прийшов на перегляд у команду «Сапар», де і залишився. Перший тренер у футзалі - Олексій Юрійович Соломахін. Після нетривалого перебування у «Сапарі» Олександр Піхальонок допоміг Свиридову перейти в «ДЮСШ-5». Після вдалого сезону 2009/10, коли нападник з дев'ятьма голами замкнув п'ятірку найкращих бомбардирів Першої ліги, до нього проявляли інтерес харківський «Моноліт», івано-франківський «Ураган», але на початку літа 2010 року він взяв участь у кількох тренуваннях донецького «Шахтаря» і зіграв у одній товариській грі. Проте на збори з командою він не поїхав. Тренер гірників Ігор Москвичов дав гравцю індивідуальне завдання на літо. Коли команда повернулася в Донецьк, то Свиридов з'їздив з «Шахтарем» у Луганськ на міжнародний турнір Кубок Донбасу, де зіграв у двох матчах і забив один гол, і після цього підписав трирічний контракт. Матч другого туру чемпіонату України 2010/11 проти «Єнакієвця» став для Богдана дебютним у Вищій лізі. 
Літом 2011 року у складі «АРПІ» виграв Кубок Донбасу і з шістьма голами став його найкращим бомбардиром.
У травні 2012 року підписав контракт з луганським «ЛТК».
Свиридов став єдиним гравцем «ЛТК», якій відіграв за команду усі матчі в сезоні. Після найкращого сезону у кар'єрі Свиридов перейшов в «Єнакієвець».
За підсумками 2013 року фігурував у списку кандидатів на звання найкращого гравця року у премії Extra-liga futsal Awards. 
Після розформування «Єнакієвця» перейшов у пітерський «Політех».
Наприкінці 2015 року за обопільною згодою з «Політехом» розірвав контракт і повернувся в Україну, де приєднався до свого колишнього клубу - «АРПІ», який одночасно виступає у чемпіонатах Донецька і Запоріжжя.
Літом 2016 року перейшов у стан харківського «Локомотива».
Перед сезоном 2018/19 перейшов у покровський «Титан», а з середини грудня 2018 року став суміщати обов'язки гравця з посадою тренера клубу.

## Виступи за збірні

### Студентська збірна України
Влітку 2014 року виступав у складі студентської збірної України на чемпіонаті світу.

### Національна збірна України
10 лютого 2013 року дебютував за збірну України у товариській грі проти Польщі і одразу відзначився забитим м'ячем. Розглядався як кандидат на поїздку на чемпіонат Європи 2014 року, але в остаточну заявку збірної не потрапив. Загалом провів за збірну 9 матчів і відзначився двома забитими м'ячами. 

## Нагороди і досягнення

### Командні
«АРПІ»
- Переможець Кубка Донбасу: 2011 р.

 «ЛТК»
- Кубок
  -  Фіналіст (1): 2012/13

- Переможець товариського турніру у Донецьку (2012 рік)[18]

 «Локомотив» (Харків)
- Екстра-ліга
  -  Бронзовий призер (1): 2016/17

- Кубок
  -  Володар (1): 2016/17

- Суперкубок
  -  Володар (1): 2016

 «Продексім»
- Екстра-ліга
  -  Чемпіон (1): 2017/18

### Особисті
- Найкращий бомбардир чемпіонату України: 2012/13 (26 голів)
- Найкращий бомбардир Кубка Донбасу: 2011 р. (6 голів)